# Bataille de Solicinium
Campagnes de Valentinien Ier en Gaule et en Germanie
La bataille de Solicinium opposa l'armée de l'Empire romain d'Occident menée par l'empereur Valentinien Ier aux Alamans en 368 dans le Sud-Ouest de l'Allemagne actuelle. Celle-ci se conclut par une victoire totale des Romains malgré de lourdes pertes.

## Sources
La bataille de Solicinium est rapportée par l'historien et militaire romain Ammien Marcellin, contemporain des événements, dans le livre XXVII chapitre X de son Histoire de Rome (Res gestae libri).

## Localisation
Le lieu exact de Solicinium n'est pas connu et reste sujet à débat. En 1845, l'historien franco-allemand Maximilien de Ring affirme dans un article publié dans la Revue archéologique que le lieu de la bataille pourrait correspondre avec l'ancienne colonie romaine de Sumolcène, située près de Rottenburg am Neckar. D'autres sites sont proposés par la suite parmi lesquelles Schwetzingen, Heidelberg, Glauberg, Sulz am Neckar ou le Spitzberg près de Tübingen. Tous ces lieux sont dispersés dans une aire de près de 200 kilomètres de diamètre dans le Sud-Ouest de l'Allemagne actuelle.
Des recherches récentes placent la bataille dans la partie nord d'Hechingen. La ville perdue de Solicinium serait ainsi située là où se trouve aujourd'hui le musée romain de la commune.

## Contexte

### Incursions des Alamans en Gaule après la mort de Julien
Après la mort de l'empereur Julien en Perse en 363, les Alamans remettent en cause le traité qu'ils avaient conclu avec lui après ses quatre campagnes victorieuses au-delà du Rhin (en 357, 358, 359 et 360). Ceux-ci renouvellent leurs incursions en Gaule, en se prévalant du mépris des ministres du nouvel empereur Valentinien Ier pour le versement du tribut convenu.
En 364, les Alamans franchissent le Rhin. Ils pillent la région en guise de compensation et se retirent derrière le fleuve. En réaction, Valentinien se rend en Gaule en 365 pour sécuriser les provinces menacées. Quand les Alamans répètent leur expédition cette année-là, ceux-ci trouvent les Romains prêts au combat. Cependant, au cours de deux batailles successives, les Alamans remportent la victoire contre les généraux romains, signalant leur victoire par la capture de plusieurs étendards.
L'empereur, après avoir restauré une sévère discipline parmi les légions, confie le commandement à Jovin, un officier compétent qui reprend l'avantage contre les Alamans. Après avoir remporté la victoire contre deux détachements séparés le long de la Moselle, il remporte la victoire contre l'armée unie des Alamans à Châlons-en-Champagne. En récompense, Jovin est nommé consul pour l'année 367.

### La campagne de 368
Les célébrations de la victoire de Jovin sont interrompues par la prise de Moguntiacum (aujourd'hui Mayence) par le chef alaman Rando. Les Alamans mettent à sac la ville et massacrent les habitants avant de se retirer au-delà du Rhin. Le départ de troupes d'élite de la frontière rhénane pour la Bretagne romaine sous le commandement du comte Théodose pour lutter contre la coalition barbare pourrait expliquer le passage à l'action des Alamans.
Valentinien, furieux, décide de lancer une campagne sur le territoire des Alamans afin d'empêcher de nouvelles déprédations. Le comte Sébastien, commandant les troupes d'Illyrie et d'Italie reçoit pour mission d'encercler les ennemis au Sud en passant par la province de Rhétie. Dans le même temps, l'empereur lui-même et son fils Gratien, âgé de 8 ans et élevé à la pourpre en 367, avancent avec leurs forces vers l'Ouest depuis la Gaule.

## Déroulement de la bataille

### Avant la bataille
Peu aptes à défendre leur territoire face aux Romains, les Alamans se retirèrent dans les collines. Ils montent leur camp sur une colline appelée Solicinium.
L'empereur Valentinien participe en personne à une mission de reconnaissance des positions ennemis au pied de la montagne. Il est presque capturé par l'avant-garde ennemie qui s'est placée en embuscade. Selon Ammien Marcellin, l'empereur perd son casque et son porte-étendard au cours de la retraite,.

### Pendant la bataille
On sait peu de choses du déroulement de la bataille. Il semble que Valentinien ait lancé un assaut général sur le sommet de la colline afin de déloger les Alamans. Ceux-ci se retirent de leur position et se retrouvent face aux troupes de Sébastien, placées en arrière pour couper la retraite de l'armée ennemie. La bataille se solde par une défaite totale pour les Alamans.

### Après la bataille
Malgré leur victoire, les Romains accusent de lourdes pertes. Plusieurs officiers meurent au cours de la bataille :

« Nous eûmes aussi dans ce combat des pertes assez sensibles. Valérien, chef des domestiques, resta parmi les morts, ainsi que le scutaire Natuspardo, soldat d’une bravoure comparable à celle des Sicinius et des Sergius. Après cette victoire, chèrement achetée, on reprit les quartiers d’hiver, l’armée dans ses cantonnements, les deux empereurs à Trèves. »

Après la bataille, Valentinien retourne dans la ville impériale de Trèves, où il se concentre sur la réorganisation de la défense du limes germanique.